# Baft
Baft (en persa: بافت, también romanizado como Bāft) es una ciudad y capital del condado de Baft, provincia de Kermán, Irán. 
Baft se encuentra a 155 kilómetros al suroeste de Kermán. En el censo de 2006, su población era de 35.008 habitantes, en 8.265 familias. En particular, Baft es una de las ciudades con mayor altitud de Irán con alrededor de 2.267 m s. n. m.

## Parque nacional Jabr
El parque nacional de Jabr y el Refugio de Vida Salvaje de Rochun con una superficie de más de 170.000 hectáreas, es uno de los lugares más destacados de la naturaleza de Irán. Cuenta con tres tipos de climas: frío, frío templado y tropical. En 1971 fue registrado en la lista de áreas protegidas de Irán y en 2007 se presentó en lista tentativa como candidato a Patrimonio de la Humanidad por la Unesco. El parque nacional, el undécimo de los existentes en Irán, tiene una rica flora con alrededor de 750 especies, de las que 120 son endémicas.